# گورانه
گورانه (به لاتین: Górany) یک روستا در لهستان است که در گمینا کرنکی واقع شده‌است.